# 1972 في لبنان
فيما يلي قوائم الأحداث التي وقعت خلال عام 1972 في لبنان.

## كتب
من الكتب التي صدرت هذه السنة في لبنان:
- 1 يناير – طواحين بيروت من تأليف توفيق يوسف عواد.

## مواليد

### يناير
- 1 يناير – ربيع جابر كاتب لبناني.
- 1 يناير – عباس شحرور لاعب كرة قدم لبناني.
- 1 يناير – لمياء جريج رسامة لبنانية.
- 1 يناير – وائل أبو فاعور سياسي لبناني.

### أبريل
- 26 أبريل – دانيال عربيد

### يوليو
- 17 يوليو – هبة القواس مؤلفة موسيقية.
- 25 يوليو – كارول سماحة مغنية لبنانية.

### أغسطس
- 20 أغسطس – عادل كرم ممثل لبناني.

### سبتمبر
- 23 سبتمبر – بيار أمين الجميل سياسي لبناني.

### نوفمبر
- 2 نوفمبر – رامي عليق

## وفيات

### فبراير
- 3 فبراير – يوسف سليم كرم (مواليد 1910) سياسي لبناني.